# まいにちひらがなしんぶんし
『まいにちひらがなしんぶんし』とは、1873年（明治6年）から1874年（明治7年）5月まで発行された日本の新聞。（漢数字を除き）全平仮名表記で、前島密により、漢字廃止運動の一環として創刊された。

## 概要
前島密が主体となり、啓蒙社から編集出版されていた。新聞の紙面は、現存する限り第三八号を除き全て縦長で、薄手の洋紙の両面に活字印刷されていた。扁平仮名の活字が使われているが出どころは不明である。

## 背景
明治維新以降、教育を普及させ日本の近代化を進める上で国語国字問題が活発に論ぜられるようになった。知識人の間では「欧米に習い平易な文字を使用する方が効率的である」という意見が多くあり、その先鋒であった前島密は1866年（慶応2年）、徳川慶喜に漢字御廃止之議を奉っている。漢字廃止論、またその中でも仮名文字採用論を主張していた前島は、その普及を図る目的で全平仮名表記の『まいにちひらがなしんぶんし』を発行した。